# Улыкуль
Улыкуль или Байку́ль (Карамо́льское о́зеро) — озеро в России, располагается в 1,2 км юго-западнее деревни Малые Кармалы на территории Камско-Устьинского района Республики Татарстан. Памятник природы регионального значения с 1978 года.
Представляет собой водоём карстового происхождения, находящийся на правом берегу реки Волги. Озеро имеет овалообразную форму, длиной 340 м и максимальной шириной в 130 м. Площадь водной поверхности озера составляет 3,28 га. Наибольшая глубина достигает 5,9 м, средняя глубина равняется 3 м. Уровень уреза воды находится на высоте 60 м над уровнем моря.